# Instituto de Física e Química da Universidade Federal de Itajubá

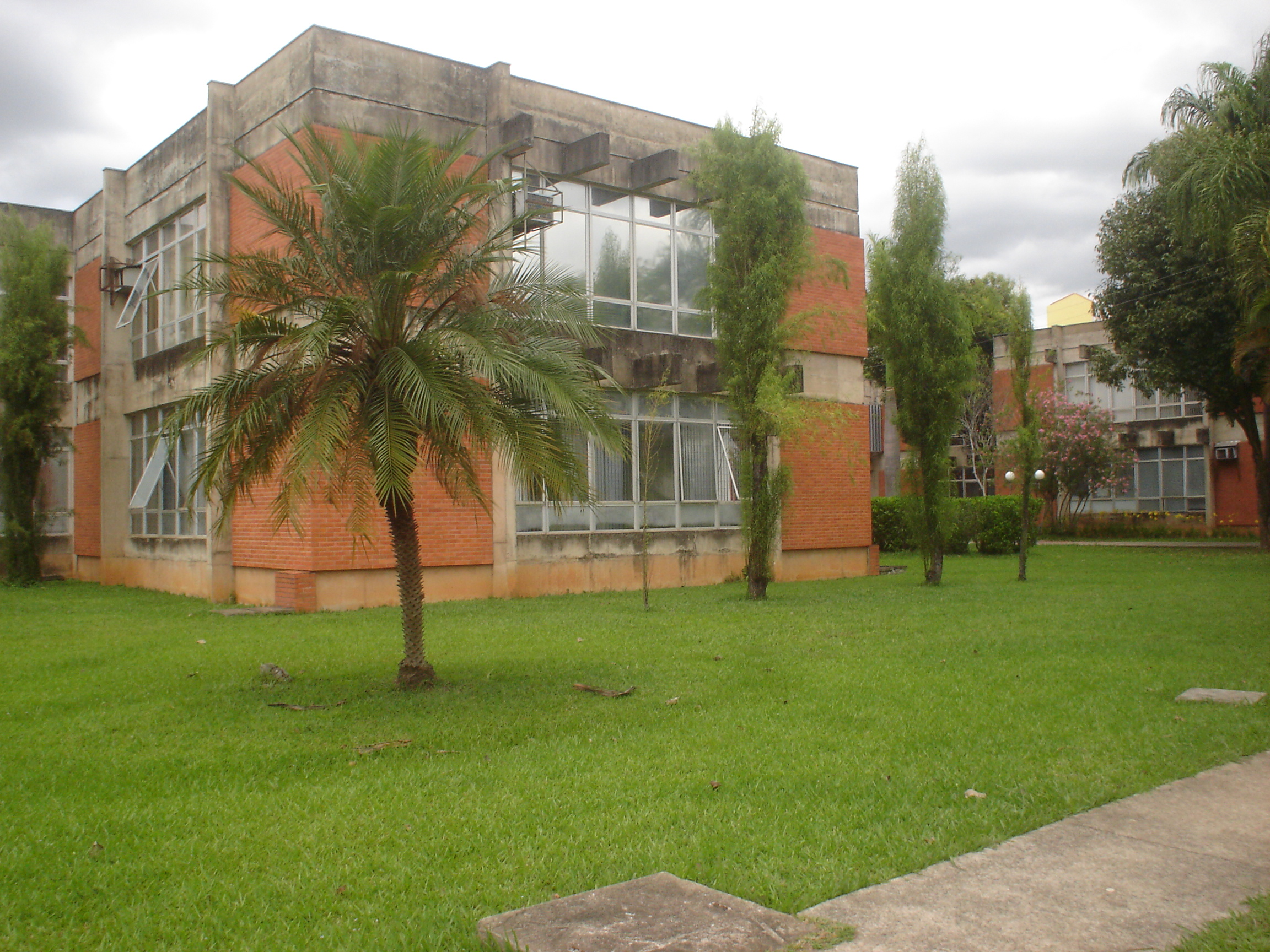
Edifício que abriga o Instituto de Física e Química e o Instituto de Matemática e Computação.

O Instituto de Física e Química da Universidade Federal de Itajubá é uma das dez unidades acadêmicas da instituição.

## História
O instituto tem sua origem no Departamento de Ciências Aplicadas do Instituto Básico da Escola Federal de Engenharia de Itajubá, criado em 1 de outubro de 1980. Posteriormente teve seu nome alterado para Departamento de Física e Química e manteve essa denominação mesmo após a transformação da escola de engenharia em universidade em abril de 2002. Depois de cerca de dez anos, o departamento foi elevado à categoria de instituto por ocasião da divisão do Instituto de Ciências Exatas.

## Cursos de graduação
O instituto é responsável pelas disciplinas básicas das áreas de Física e Química de todos os cursos da universidade e pelas disciplinas do ciclo profissional dos cursos sob sua responsabilidade:
- Física (Bacharelado e Licenciatura);[4]
- Química (Bacharelado e Licenciatura);

## Programas de pós-graduação
O Instituto também é responsável por três programas de pós-graduação da UNIFEI:
- Mestrado em Ensino de Ciências;[5]
- Mestrado em Física e Matemática Aplicada;
- Mestrado e doutorado em Materiais para Engenharia.

## Pesquisa
Com forte atuação em pesquisa acadêmica em suas áreas de atuação, o Instituto de Física e Química mantém colaborações com instituições no Brasil e no exterior. Os grupos de pesquisa do instituto atuam nas seguintes áreas:
- Astrofísica
- Educação e Psicanálise
- Ensino de Física e Tecnologias Associadas
- Estruturas Nanométricas e Materiais Biocompatíveis
- Física Teórica
- Reologia